# Boganiidae
Boganiidae je čeleď brouků z nadčeledi Cucujoidea.
Původní čeleď Boganiidae byla rozdělena do tří samostatných čeledí Boganiidae, Cavognathidae a Phloeostichidae. Nálezy fosilních brouků z této čeledi, zalitých v jantaru z východoasijské Barmy (Myanmaru), prokázaly jejich roli při opylování druhohorních cykasů.

## Taxonomie
- Podčeleď Boganiinae
  - Rod Afroboganium
    - Afroboganium major Endrödy-Younga, 1986 – Namibie
    - Afroboganium namibense Endrödy-Younga, 1986 – Namibie

  - Rod Boganium
    - Boganium armstrongi  – Austrálie
- Podčeleď Paracucujinae
  - Rod Metacucujus
    - Metacucujus encephalarti  – Jižní Afrika
    - Metacucujus goodei

  - Rod Paracucujus
    - Paracucujus rostratus  – Austrálie
- Podčeleď
  - Rod Athertonium Crowson, 1990
    - Athertonium parvum Crowson, 1990 – Austrálie